# Wynonie Harris
Wynonie Harris (Omaha (Nebraska), Nebraska, 24 augustus 1915 – Los Angeles, Californië, 14 juni 1969) was een Amerikaanse zanger en gitarist van upbeat muziek met veelal grove teksten die vooral succesvol was tussen 1946 en 1952. Hij wordt gezien als een van de grondleggers van de rock-'n-roll.

## Carrière
Harris stopte in 1931 op zijn zestiende met school en een jaar later kreeg hij dochter Micky bij Naomi Henderson. Tien maanden later kreeg hij een zoon, Wesley bij Laura Devereaux. Micky en Wesley werden door hun moeders opgevoed.
Gedurende deze tijd begon Harris te zingen in The Five Echoes en in The Sultans. Later zou hij zich als zanger en gitarist aansluiten bij jeugdvriend Preston Love's band.
In 1936 kreeg hij dochter Adrianne Patricia bij Olive Goodlow. Nog voor het einde van het jaar zou hij met Olive in het huwelijk treden. In 1940 trokken Wynonie en Olive naar Los Angeles, Adrianne bij zijn moeder achterlatend.
Harris kon tijdens de Grote Depressie van de jaren 30 leven van zijn werk als entertainer. Maar vanaf het moment dat hij in de nachtclubs van Los Angeles begon op te treden nam zijn succes toe. Hier werd zijn naam als "Mr. Blues" gevestigd.
In 1944 sloot hij zich aan bij "Lucky Millinder and His Orchestra", waarmee hij "Who Threw the Whiskey in the Well" zou opneem voor Decca Records. Harris bleef met Millinders band toeren, waarmee zijn succes en bekendheid groeide. Na onenigheid over een betaling nam Harris ontslag bij Millinder, maar doordat er door het gebrek aan grondstoffen in oorlogstijd vrijwel geen langspeelplaten werden gedrukt, kwam "Who Threw the Whiskey in the Well" pas na diens ontslag uit. Het succes van de plaat legde hem geen windeieren en zorgde ervoor dat hij contracten kon afsluiten bij welke platenmaatschappij hij maar wilde.
Zijn keuze viel op het rhythm-and-blueslabel Philo Records, waarmee hij tussen 1944 en 1952 vele hits had.
Harris was met zijn zang en heupbewegingen van invloed op Elvis Presley, die hem begin jaren 50 had zien optreden.
Na 1960 liep zijn succes terug en hierdoor kreeg hij betalingsproblemen. Op 14 juni 1969 overleed Harris op 53-jarige leeftijd aan slokdarmkanker.

## Singles overzicht
| Jaartal | Titel van Single                | Bijzonderheden                        |
| ------- | ------------------------------- | ------------------------------------- |
| 1944    | "Hurry Hurry!"                  |                                       |
| 1945    |                                 |                                       |
| 1946    | "Wynonie's Blues"               |                                       |
| 1946    | "Playful Baby"                  |                                       |
| 1948    | "Good Rocking Tonight"          | In 1954 gecoverd door Elvis Presley   |
| 1948    | "Lollipop Mama"                 |                                       |
| 1949    | "Grandma Plays the Numbers"     |                                       |
| 1949    | "I Feel That Old Age Coming On" |                                       |
| 1949    | "Drinkin' Wine, Spo-Dee-O-Dee"  |                                       |
| 1949    | "All She Wants to Do Is Rock"   |                                       |
| 1949    | "I Want My Fanny Brown"         |                                       |
| 1950    | "Sittin' on It All the Time"    |                                       |
| 1950    | "I Like My Baby's Pudding"      |                                       |
| 1950    | "Good Morning Judge"            |                                       |
| 1950    | "Oh Babe!"                      | met Lucky Millinder and His Orchestra |
| 1951    | "Bloodshot Eyes"                |                                       |
| 1952    | "Lovin' Machine"                |                                       |

- Biblioteca Nacional de España: XX1584525
- Bibliothèque nationale de France: cb138950001 (data)
- Gemeinsame Normdatei: 134622235
- International Standard Name Identifier: 0000 0000 5939 5079
- Library of Congress Control Number: n85237359
- MusicBrainz: 8f852f3d-7ebd-4177-9a06-dbde10533563
- Nederlandse Thesaurus van Auteursnamen: 074383779
- Système universitaire de documentation: 196859379
- Virtual International Authority File: 12149106217668491748